# Tiaan Strauss
Pas d'image ? Cliquez ici

a Compétitions nationales et continentales officielles uniquement.

b Matchs officiels uniquement.
Dernière mise à jour le 28 août 2018.
Christiaan Petrus Strauss dit Tiaan Strauss, né le 28 juin 1965 à Upington (Afrique du Sud), est un joueur de rugby à XV qui a joué avec l'équipe d'Afrique du Sud et avec l'équipe d'Australie. Il a remporté la coupe du monde avec l'Australie en 1999. Il évoluait au poste de Troisième ligne centre (1,88 m et 104 kg). 

## Carrière
Après avoir été international de rugby à XV sud-africain et australien il a joué au rugby à XIII avec un club de Sydney puis est revenu au rugby à XV avec les Waratahs.

### En équipe nationale
Il  a eu sa première cape avec l'équipe d'Afrique du Sud le 17 octobre 1992 contre l'équipe de France au Stade de Gerland. Son dernier match avec les Springboks fut le 15 octobre 1994 contre l'équipe d'Argentine. Il fut une fois capitaine des Springboks. Strauss a eu sa première sélection avec l'équipe d'Australie le 12 juin 1999 contre l'équipe d'Irlande. Pour son premier match sous les couleurs australiennes il a marqué trois essais. Son dernier test match fut le 23 octobre 1999 contre le l'équipe du Pays de Galles dans le cadre de la coupe du monde. Il a disputé quatre matchs de la coupe du monde de 1999, deux comme titulaire.

## Palmarès
- Vainqueur de la coupe du monde en 1999
- Nombre de test matchs avec l'Afrique du Sud : 15 (4 essais)
- Nombre de test matchs avec l'Australie : 11 (4 essais)
- 156 capes avec la Western Province (record)